# Colmenar Viejo
Colmenar Viejo è un comune spagnolo di 45 468 abitanti situato nella comunità autonoma di Madrid.
Sin dall'antichità è stato centro di popolamento per la sua posizione strategica nella rotta nord-sud della penisola iberica. Parte del territorio è compreso nel Parco regionale dell'alto bacino del Manzanarre.
Nel 1996 il territorio comunale venne suddiviso e parte di esso formò il nuovo comune di Tres Cantos.

## Geografia fisica
Il territorio di Colmenar Viejo ha una superficie di 182,6 chilometri quadrati ed è il terzo più grande della Comunità di Madrid dopo Madrid e Aranjuez.
Ai piedi della Sierra de Guadarrama, sulla rotta tra il nord e il sud della Spagna, Colmenar Viejo occupa una posizione strategica.
Lo sfruttamento tradizionale del granito ha modificato, nel corso della storia, il paesaggio. Sono comparsi i pascoli e, come conseguenza dell'allevamento di bovini ed equini, è cresciuta l'importanza della dehesa.
Colmenar Viejo si caratterizza, allo stesso modo, perché gran parte del territorio è compreso nel Parque Regional de la Cuenca Alta del Manzanares, per cui alcuni spazi sono soggetti ad un alto livello di protezione.
La Dehesa de Navalvillar (1072 ha) è protetta da ordinanze comunali, pur non appartenendo al parco regionale, e possiede una grande ricchezza di fauna e flora.

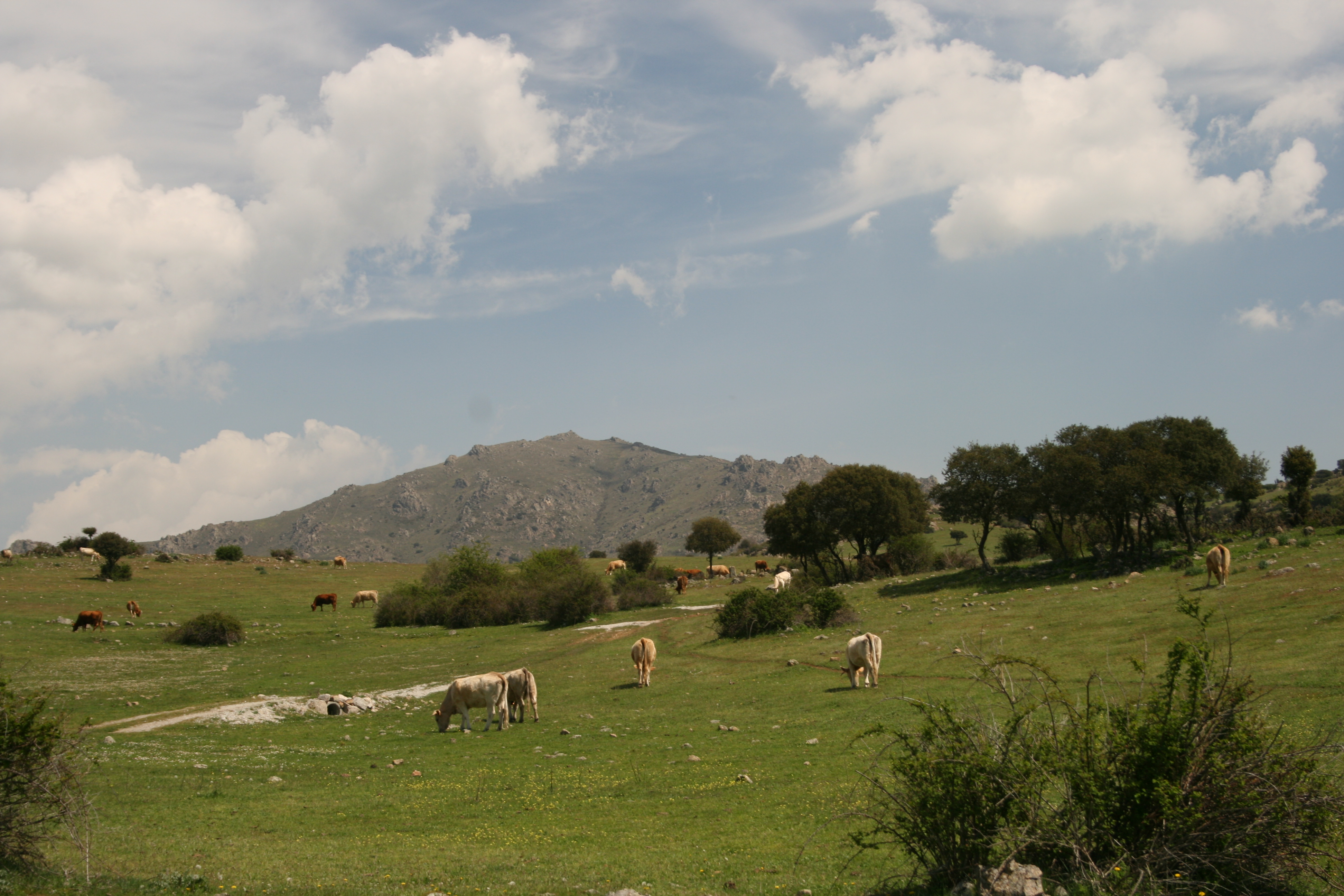
La Dehesa de Navalvillar e, sullo sfondo, il Cerro de San Pedro

### Rilievo
Colmenar Viejo non raggiunge grandi altitudini (il municipio si trova a 883 metri sul livello del mare); le uniche alture notevoli sono il Cerro de San Pedro (1.425 m) e il Cerro Longo (1.087 m).

### Idrografia
Tutto il territorio appartiene al bacino idrografico del Tago, dividendosi a sua volta in due: il bacino del Manzanarre e quello del Jarama. Il Manzanarre attraversa il comune da nord a sud. Da destra confluiscono i torrenti Valdeurraca, Prado Bodonal, Navahuerta, Calvache e Navasol. Da sinistra riceve le acque dei torrenti Navalmojón, de las Dehesas, Navallar, Navarrosillos e Cerro Negro. Il torrente più importante è l'Arroyo de Tejada, che nasce dal Cerro de San Pedro per confluire da sinistra nel Manzanarre nel lago di El Pardo.

### Confini
Confina con Madrid, Hoyo de Manzanares, Moralzarzal, Manzanares el Real, Soto del Real, Miraflores de la Sierra, Guadalix de la Sierra, Pedrezuela, San Agustín del Guadalix, Algete, San Sebastián de los Reyes e Tres Cantos. A sud, il confine con Madrid attraversa il monte de El Pardo e quello con Tres Cantos il Soto de Viñuelas.
Fino al 1991, Tres Cantos apparteneva al comune di Colmenar Viejo.

### Clima
Il comune, situato ai piedi della sierra de Guadarrama, secondo i valori della tabella seguente ed ai criteri della classificazione dei climi di Köppen modificata, ha un clima che si identifica con una varietà mediterranea continentalizzata di tipo Csa (temperato con estate secca e calda).
| Colmenar Viejo (1981-2010) | Mesi | Mesi | Mesi | Mesi | Mesi | Mesi | Mesi | Mesi | Mesi | Mesi | Mesi | Mesi | Stagioni | Stagioni | Stagioni | Stagioni | Anno  |
| Colmenar Viejo (1981-2010) | Gen  | Feb  | Mar  | Apr  | Mag  | Giu  | Lug  | Ago  | Set  | Ott  | Nov  | Dic  | Inv      | Pri      | Est      | Aut      | Anno  |
| -------------------------- | ---- | ---- | ---- | ---- | ---- | ---- | ---- | ---- | ---- | ---- | ---- | ---- | -------- | -------- | -------- | -------- | ----- |
| T. max. media (°C)         | 8,0  | 10,0 | 13,9 | 15,2 | 20,0 | 26,0 | 30,0 | 29,7 | 24,3 | 17,4 | 11,7 | 8,7  | 8,9      | 16,4     | 28,6     | 17,8     | 17,9  |
| T. media (°C)              | 4,8  | 6,3  | 9,3  | 10,5 | 14,8 | 20,1 | 23,8 | 23,6 | 19,0 | 13,4 | 8,3  | 5,6  | 5,6      | 11,5     | 22,5     | 13,6     | 13,3  |
| T. min. media (°C)         | 1,6  | 2,5  | 4,7  | 5,7  | 9,6  | 14,1 | 17,4 | 17,6 | 13,8 | 9,4  | 4,9  | 2,5  | 2,2      | 6,7      | 16,4     | 9,4      | 8,7   |
| T. max. assoluta (°C)      | 17,3 | 20,2 | 25,0 | 28,0 | 32,2 | 35,5 | 37,9 | 40,9 | 36,0 | 28,0 | 22,0 | 19,0 | 20,2     | 32,2     | 40,9     | 36,0     | 40,9  |
| T. min. assoluta (°C)      | −9,8 | −7,5 | −7,0 | −4,0 | −0,9 | 5,0  | 7,0  | 6,9  | 3,6  | 0,0  | −6,0 | −9,0 | −9,8     | −7,0     | 5,0      | −6,0     | −9,8  |
| Precipitazioni (mm)        | 51,9 | 40,8 | 35,9 | 52,3 | 56,6 | 27,8 | 14,5 | 16,0 | 36,4 | 75,5 | 78,1 | 68,2 | 160,9    | 144,8    | 58,3     | 190,0    | 554,0 |
| Giorni di pioggia          | 6    | 5    | 5    | 7    | 8    | 4    | 2    | 2    | 4    | 7    | 7    | 8    | 19       | 20       | 8        | 18       | 65    |
| Giorni di neve             | 3    | 3    | 1    | 1    | 0    | 0    | 0    | 0    | 0    | 0    | 1    | 2    | 8        | 2        | 0        | 1        | 11    |
| Umidità relativa media (%) | 77   | 70   | 61   | 60   | 58   | 48   | 40   | 42   | 54   | 70   | 75   | 78   | 75       | 59,7     | 43,3     | 66,3     | 61,1  |

### Flora e fauna

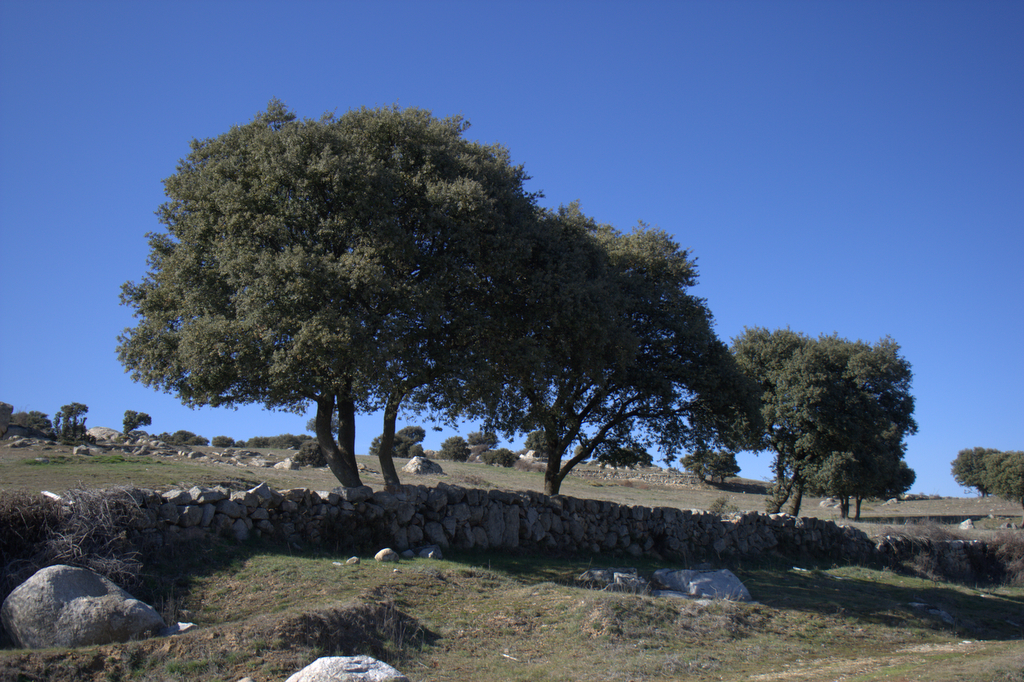
Paesaggio tipico nel territorio comunale. Il lecceto con una crescita limitata e dispersa.

Nel paesaggio di Colmenar predominano i lecci della sottospecie ballota (Quercus ilex subsp. ballota, conosciuta anche come Q. rotundifolia o Q. ballota) ed in misura minore le ginestre (Retama sphaerocarpa), il timo e il cisto.
All'interno della fauna selvatica che vive nel territorio di Colmenar Viejo, tra i mammiferi distaccano la donnola, la volpe, il tasso e la puzzola. Tra gli uccelli, sono facili da osservare: la cicogna bianca, il grillaio, la cinciallegra, la gazza, la taccola, la cinciarella, il cardellino, il merlo, la civetta, il gruccione, l'usignolo e l'averla. Nei fiumi, il germano reale, la gallinella d'acqua, il piro-piro piccolo, la cappellaccia e la ballerina bianca. Sorvolano il territorio comunale: l'avvoltoio monaco, il grifone, il nibbio reale e la spettacolare aquila imperiale (alcune delle ultime coppie riproduttrici nidificano nel vicino monte de El Pardo).

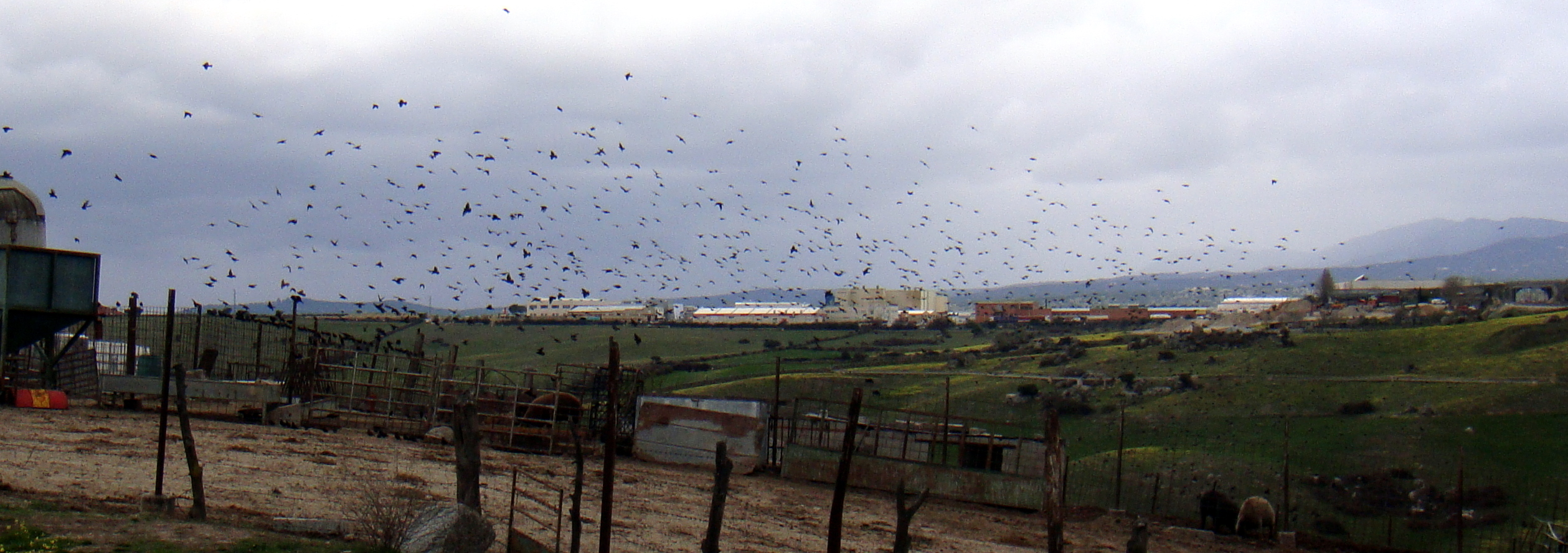
Stormo di storni a Colmenar Viejo.

Grandi stormi di storni neri (Sturnus unicolor) sorvolano la città ed i dintorni, passando la notte sugli alberi di alcuni parchi.
Durante il periodo delle migrazioni molte specie europee di uccelli migratori attraversano il territorio nel viaggio nord-sud, attraversando il Sistema Centrale per il passaggio naturale di Guadarrama.
Nelle grandi dehesas del comune si possono trovare una gran quantità di funghi, sia in autunno che in primavera.

## Origini del nome
Le origini del nome della località sembrano essere molto antiche, legate all'essere luogo di passaggio per i viaggiatori della strada Alcalá de Henares-Segovia, quando un anziano apicultore iniziò a offrire alloggio ai viaggiatori. Alcuni di questi si stabilirono nella zona, dando così origine a un villaggio che prese nome dal riferimento per i viaggiatori, «el colmenar del viejo», (l'apiario del vecchio) che si evoluzionerà nell'attuale Colmenar Viejo.

## Storia
Nel piccolo colle dove oggi si trova il sito archeologico di Remedios si scoprì in data indeterminata una stele romana del I secolo, che probabilmente marcava un confine tra conventus iuridicus. L'iscrizione superiore corresponderebbe alle iniziali di "Ter(minus) Avg(vstalis)", l'inferiore è difficilmente leggibile e molto più tarda.
I resti archeologici trovati nella zona permettono di confermare l'esistenza di insediamenti a partire dal VI secolo. Dopo la Reconquista di Madrid (Magerit), alla fine dell'XI secolo, Alfonso VI creò un alfoz, un insediamento rurale (data la scarsa popolazione della zona) con confini geografici poco definiti dipendente da Madrid.
Questi confini poco definiti provocarono conflitti tra Segovia e Madrid per più di un secolo finché Alfonso X il Saggio mise fine a queste lotte, incorporando il territorio alla Corona. Da allora si denominò questo ampio territorio «il Real de Manzanares», che comprendeva paesi come Colmenar Viejo, Soto del Real, Hoyo de Manzanares, Miraflores de la Sierra, Navacerrada, San Agustín del Guadalix, etc.
Solo un secolo più tardi Giovanni I di Castiglia aggiudica definitivamente il Real de Manzanares a Pedro González de Mendoza (1340–1385). Pero sarà il secondo figlio di questi, Íñigo López de Mendoza (1398–1458), a cui posteriormente si concederà il titolo di Conte del Real de Manzanares.

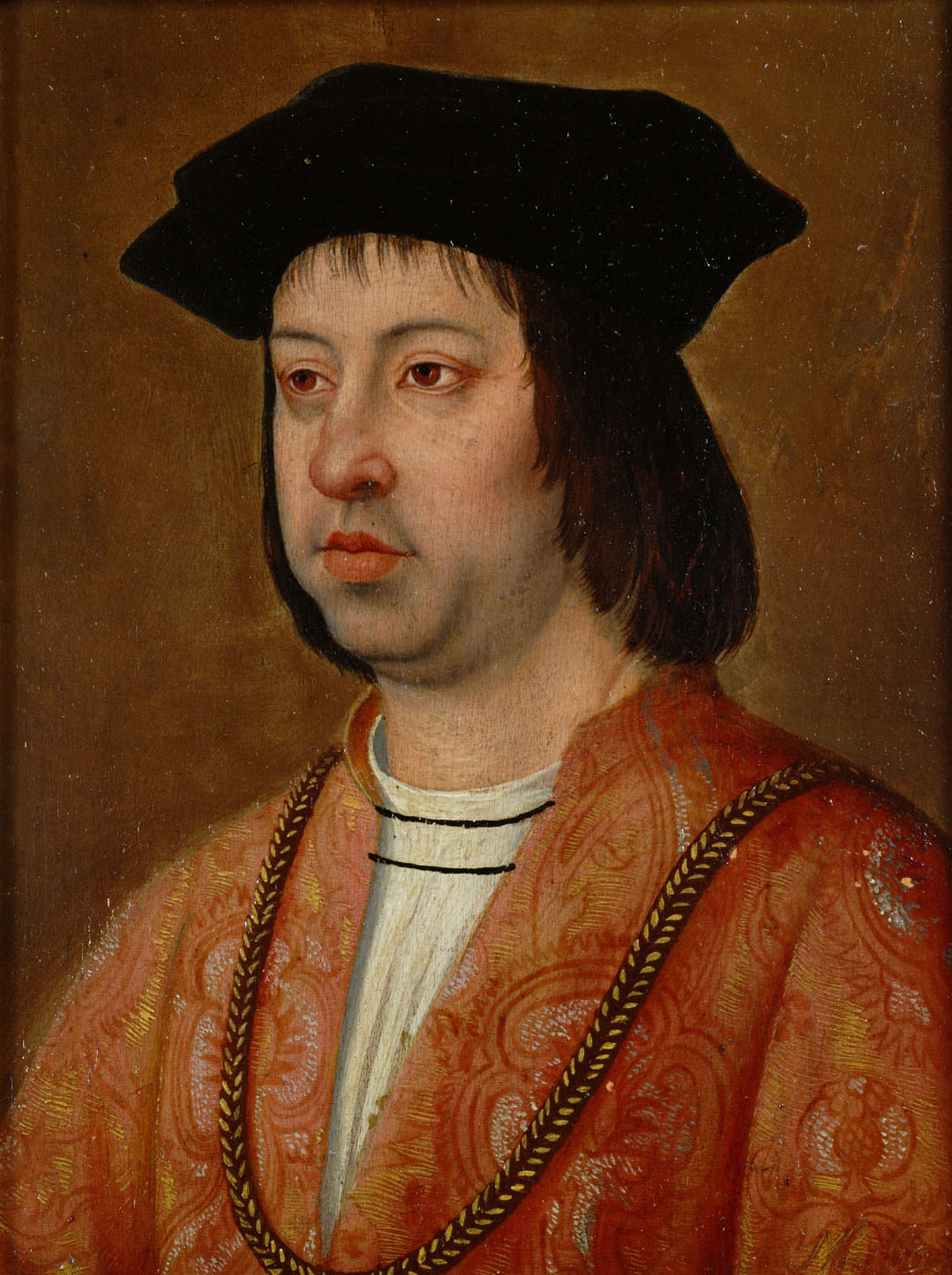
Ferdinando II di Aragona concesse il privilegio di villa a Colmenar Viejo nel 1504.

Nei secoli successivi la località crebbe ottenendo il 22 novembre 1504 la separazione giurisdizionale da Manzanares. Così, grazie a questo nuovo riconoscimento, Colmenar Viejo poté disporre di tutta una serie di strumenti di punizione come la forca, la gogna e la colonna di giustizia, così come di un carcere. Un luogo delegato a questi fini fu messo nella stessa casa comunale.
Tuttavia, uno degli aspetti più importanti di questo status fu la possibilità di avere due alcalde ordinari, che avevano il potere di amministrare la giustizia nei loro domini, senza la necessità di ricorrere alla Città di Manzanares.
Con questo, si ottenne poco a poco che la nuova città conseguisse un territorio più grande, che le permise stabilirsi come centro economico e amministrativo del Señorío de Manzanares.
La maggior parte della popolazione si dedicava all'agricoltura e l'evoluzione fu lenta fino alla seconda metà del XIX secolo quando si crea una campo per le corride (segno di modernità per la gente dell'epoca), una strada che collegava Manzanares el Real con Fuencarral passando per Colmenar Viejo, una linea del telegrafo e un servizio postale giornaliero. Grazie all'impulso di Arturo Soria arrivò il primo treno da Madrid a Colmenar Viejo, passando por Chamartín, era il 30 maggio del 1911. Lo sviluppo continuerà con la connessione alla rete dell'acqua potabile e dell'energia elettrica, anche se la regimentazione del Manzanarre segnerà la fine dei mulini e delle gualchiere che erano stati molto importanti per l'economia di Colmenar Viejo a partire dal Basso Medioevo.

### Simboli

#### Stemma
Approvazione: 14 agosto 1985, pubblicato sul Boletín Oficial de la Comunidad de Madrid (B.O.C.M.) del 23 agosto 1985).
Lo scudo riprende le armi della famiglia Mendoza (di verde, alla banda d'oro, caricata di una cotissa di rosso) e della famiglia De Luna d'Aragona che però si blasonava troncato: nel 1° d'argento, alla mezzaluna rovesciata scaccata di nero e d'argento; nel 2° scaccato dello stesso. Le arnie nella bordura alludono al nome del comune (colmenar in spagnolo significa "apiario").

#### Bandiera
Mostra lo scudo comunale su un fondo uniforme di color viola, o malva.

## Monumenti e luoghi d'interesse

### Scavi archeologici a Colmenar Viejo

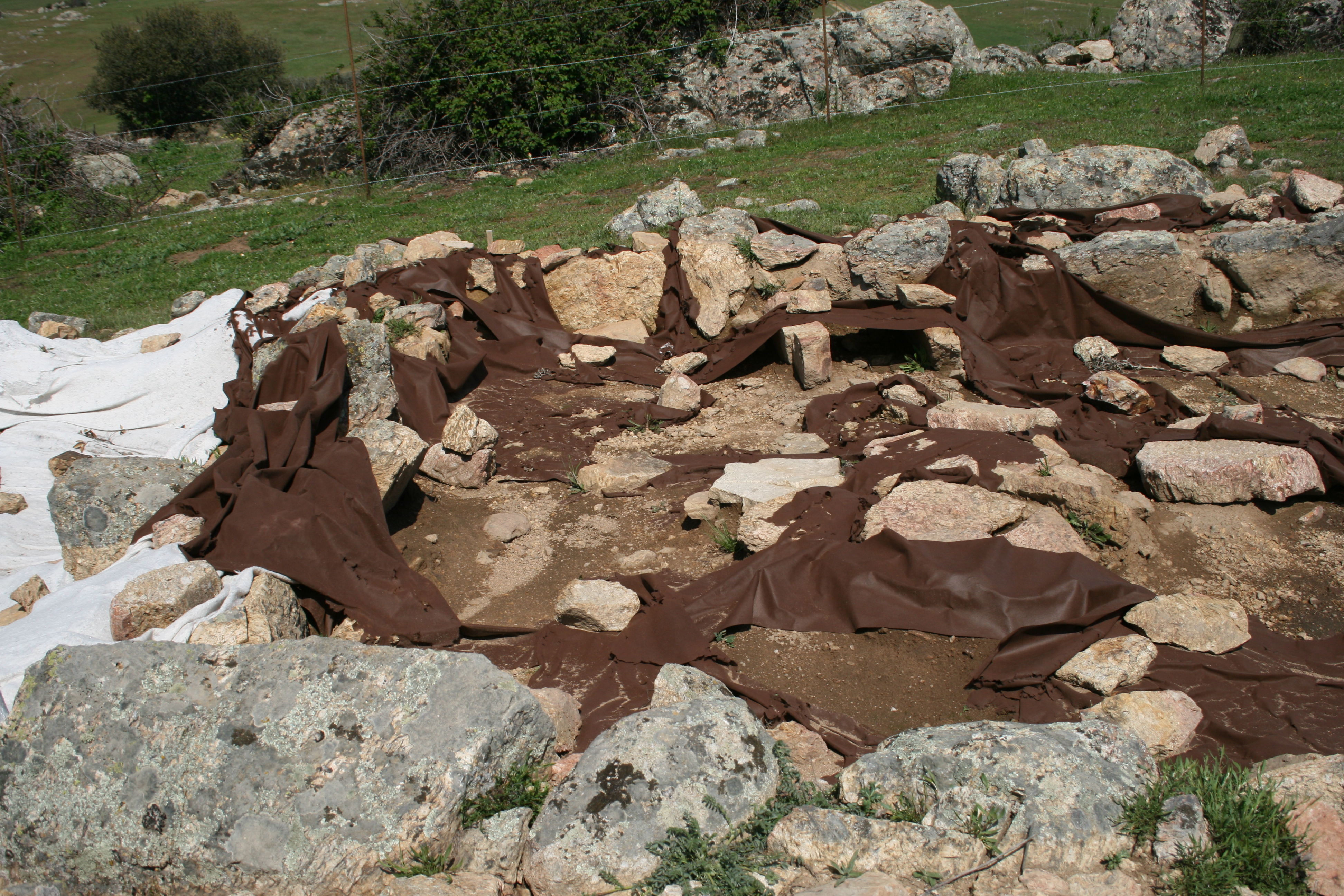
Scavi archeologici di Navalahija

Tra i siti archeologici di Colmenar Viejo sono notevoli quelli risalenti all'alto Medioevo (VI-VII secolo), corrispondenti al periodo ispano-visigoto. Scavi catalogati di siti di questa epoca sono Fuente del Moro, Remedios, Navalvillar e, quasi sicuramente, Navalahija.
Fuente del Moro e Remedios presentano due necropoli visigote complete, di caratteristiche simili nelle tombe e nelle doti.
Navalvillar offrì un insieme di case e costruzioni di servizio, dove si scoprì un dirham del 710, che ha portato alcuni esperti a ipotizzare che si tratti della casa musulmana più antica della penisola.
Il sito di Navalahija è oggetto di scavi (campagna del 2010), e di studio degli oggetti trovati. È un insieme molto completo per studiare il VII secolo, datazione più probabile. Nel 2008 fu scoperta una fucina.
Questi siti sono stati studiati estensivamente dall'archeologo locale Fernando Colmenarejo, autore di gran parte della bibliografia dedicata.

### Basilica dell'Assunzione di Nostra Signora

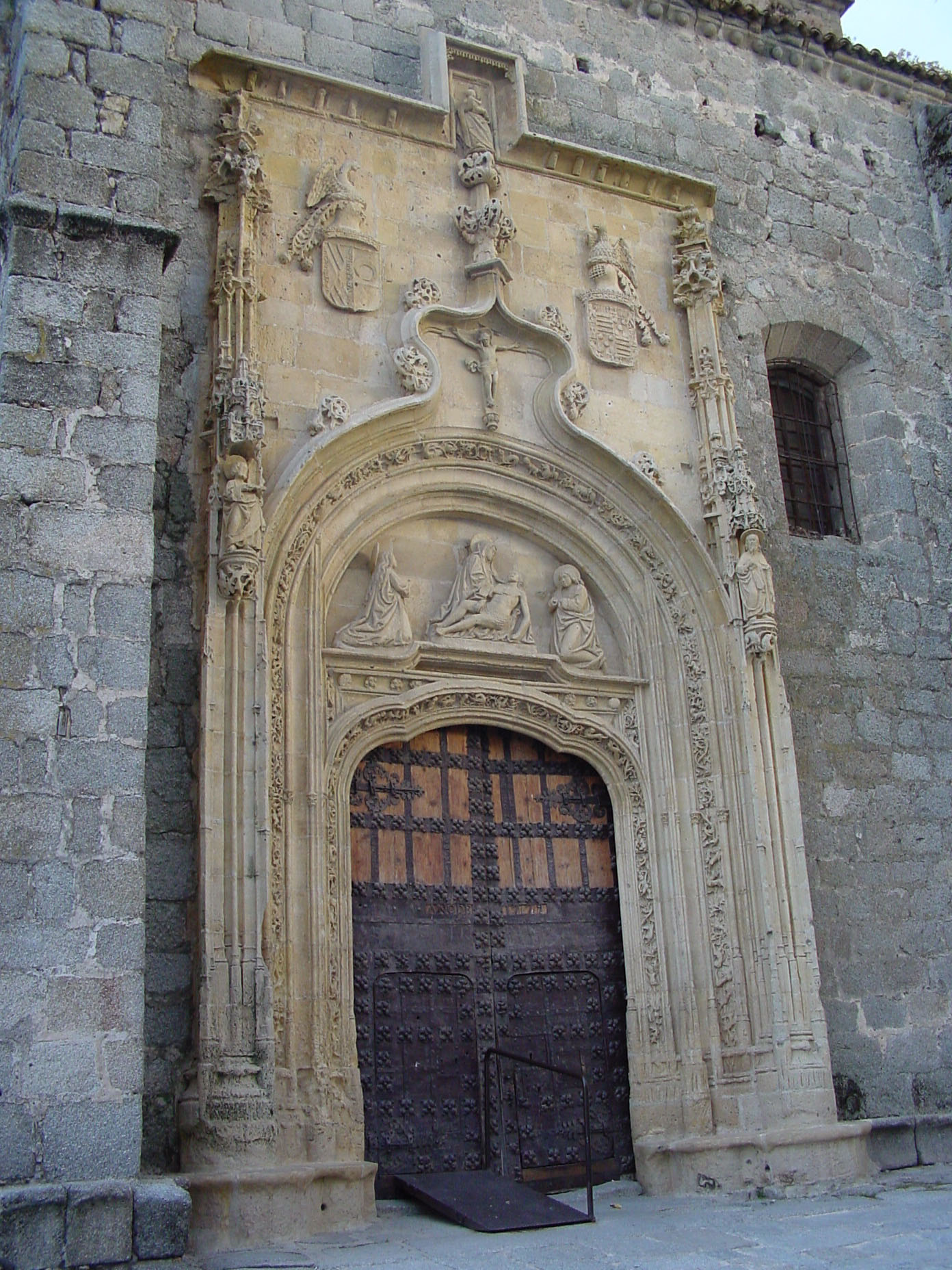
Porta della Basilica dell'Assunzione di Nostra Signora

La basilica dell'Assunzione di Nostra Signora è un tempio gotico con un notevole campanile e una magnifica pala d'altare, datata tra il 1566 e il 1579, opera caratteristica del Rinascimento plateresco in legno policromo, in cui distacca la figura della Vergine Maria, rappresentando al centro l'Assunzione al cielo.

### Eremo di Nostra Signora dei Remedios
L'eremo di Nostra Signora dei Remedios si trova a circa cinque chilometri dal centro, lungo la strada che conduce a Guadalix de la Sierra. Custodisce l'immagine di Nostra Signora dei Remedios, patrona di Colmenar Viejo, che fu scoperta nel 1914 durante un restauro dell'immagine precedente. La costruzione attuale risale al XIV secolo, con un'espansione del XVII secolo che fu modificata nel secolo seguente e altri edifici annessi costruiti nel 1969. Fu durante questi ultimi lavori che iniziarono ad emergere resti archeologici visigoti nel terreno dell'eremo e nei dintorni.

### Mulini e gualchiere di El Grajal
Sono situati lungo il Manzanarre e sono stati utilizzati con certezza dal XVII al XIX secolo.
I mulini venivano usati per la produzione di farina a partire dai cereali coltivati nella zona, mentre le gualchiere venivano utilizzati per la lavorazione della lana derivata dall'allevamento ovino.
Queste attività furono molto importanti finché la regimentazione del Manzanarre le paralizzò per via della riduzione della portata.
Durante la campagna del 2005 Fernando Colmenarejo procedette alla riabilitazione di un mulino. Si identificò il canale di alimentazione, varie pietre, alcune di esse consumate e riutilizzate nella stessa costruzione.

### Eremi e cappelle

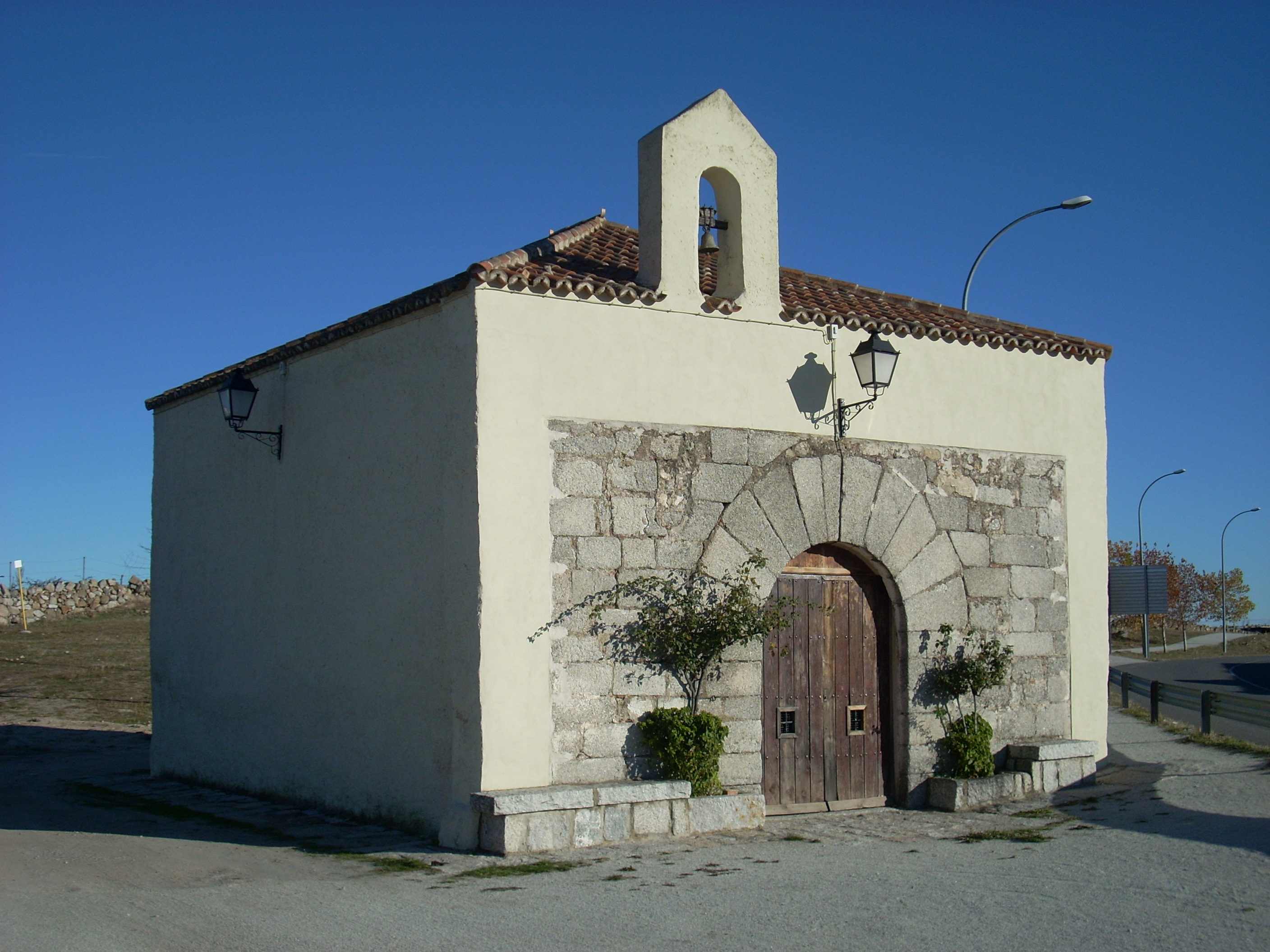
Eremo di Sant'Anna

Nel XV secolo esistevano quattro cappelle (ermitas): San Bartolomeo (dedicata a Nostra Signora dei Remedios alla fine del XVII secolo), San Pietro (sul monte omonimo), Santa Lucia-Sant'Andrea, situate su una piccola altura dove oggi si situa il deposito idrico e San Sebastiano, situata vicino alla plaza de toros.
Oggi troviamo varie cappelle ed eremi nel territorio comunale.
L'eremo di Sant'Anna, situata nella periferia della città, lungo la strada per Hoyo de Manzanares, risale come minimo al XVI secolo. Architettonicamente sono notevoli il portale con arco a tutto sesto con grandi cunei.
L'eremo della Soledad si trova anch'esso nella periferia. Il corpo principale dell'edificio risale alla metà del XVI secolo. La parte più notevole è un portale monumentale adattato alle dimensioni delle immagini religiose dell'epoca.
La cappella di San Francesco (del XVI secolo), è a navata unica con pilastri di mattoni e muri di conci, con l'entrata attraverso un arco ribassato. Fu costruita da un alfiere, rientrato da Napoli, per uso personale.
La cappella di Sant'Anna (in calle de la Feria) fu costruita sopra l'antico Ospedale dei Poveri, la cui entrata monumentale è stata oggi trasladata davanti all'Eremo di Nostra Signora dei Remedios. Il portale attuale della cappella si apre con un arco a tutto sesto con grandi cunei e incorniciato con un alfiz con mensole che si aprono per lasciare spazio a una piccola scultura, nella parte superiore, raffigurante Sant'Anna, la Vergine e il Bambino. L'interno si apre con un patio interno e, alla sinistra, con la cappella di forma quadrangolare con soffitto ligneo di stile mudéjar e decorazioni rinascimentali. A questa cappella viene trasportata, i venerdì di festa patronale, l'immagine di Nostra Signora de los Remedios.

### Ponti sul fiume Manzanarre
Ponte del Batán
Anche se la tradizione gli attribuisce un'origine romana, il ponte fu costruito nel Medioevo. Prende nome da un'antica gualchiera (batán in spagnolo) che si trovava a monte del ponte. Nel XVI secolo il ponte iniziò a essere chiamato Ponte Nuovo', probabilmente in seguito a un restauro successivo ad una piena.

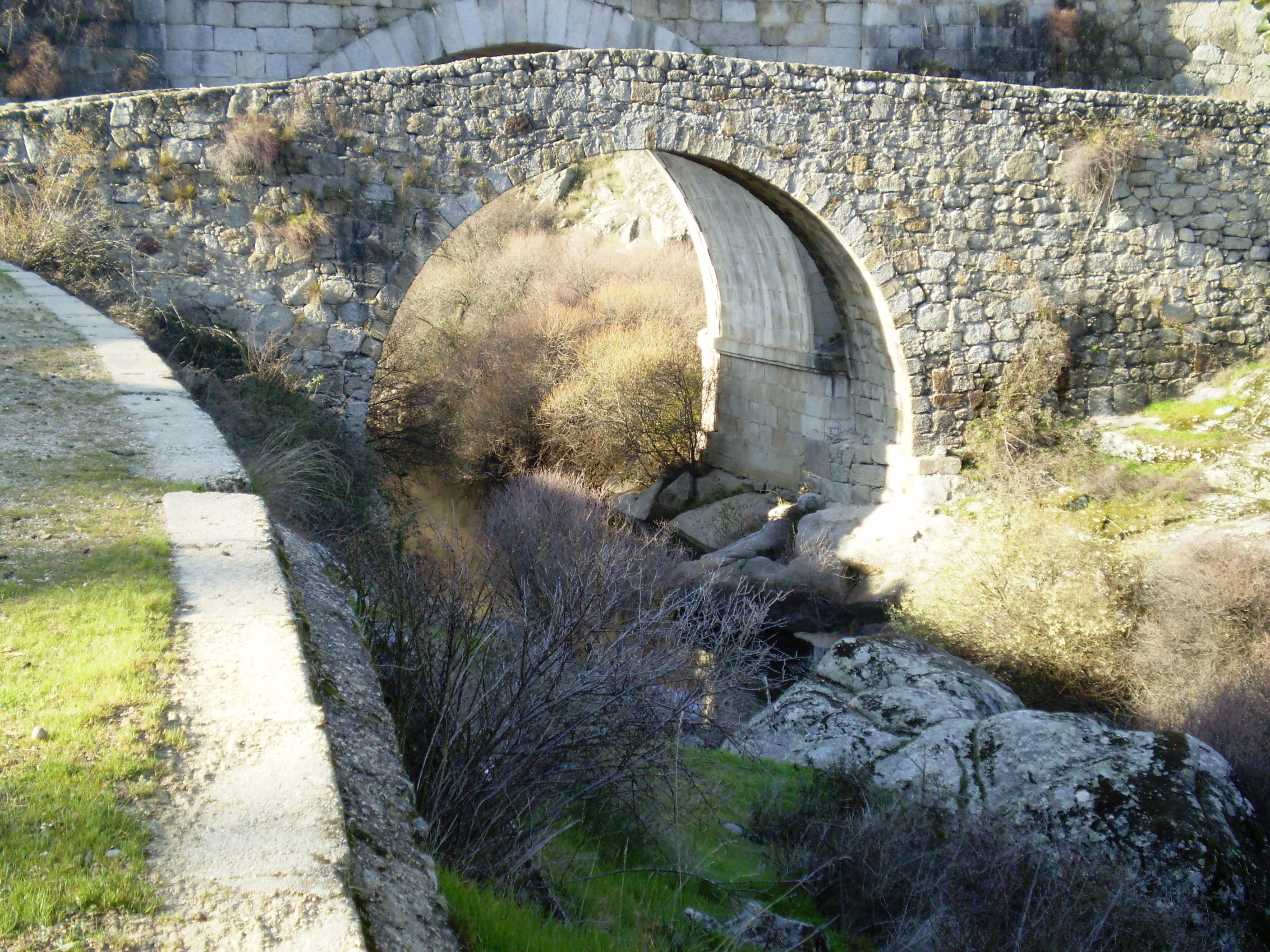
Ponte del Grajal
Il ponte attraversa il Manzanarre più a monte del precedente, all'altezza del ponte dell'attuale M-618 che collega Colmenar Viejo a Hoyo de Manzanares e Torrelodones. Fu costruito nel Medioevo, all'epoca della dominazione musulmana della Penisola Iberica. È compreso all'interno del Parque Regional de la Cuenca Alta del Manzanares, ente che protegge l'ambiente circostante.

### Seminario
Secondo Asenjo l'antico seminario fu fondato nel 1622, e vi si insegnava il latino ed altre materie umanistiche. Secondo altre fondi fu fondato nel XVIII secolo. Nel XIX secolo era ancora attivo con lezioni di un professore universitario; gli studenti erano almeno 47, di cui 17 risiedevano nel collegio.

## Società

### Evoluzione demografica
| 1900 | 5.255  |
| 1910 | 5.753  |
| 1920 | 6.402  |
| 1930 | 7.999  |
| 1940 | 7.951  |
| 1950 | 8.239  |
| 1960 | 8.375  |
| 1970 | 12.910 |
| 1981 | 21.159 |
| 1991 | 39.699 |
| 1996 | 28.328 |
| 1998 | 29.682 |
| 1999 | 31.445 |
| 2000 | 32.459 |
| 2001 | 34.194 |
| 2002 | 35.664 |
| 2003 | 37.239 |
| 2004 | 38.866 |
| 2005 | 39.579 |
| 2006 | 40.878 |
| 2007 | 41.264 |
| 2008 | 42.649 |
| 2009 | 43.700 |

Come si osserva nel grafico la crescita, fino agli anni 1970, fu quella abituale di un paese senza grandi movimenti migratori. A partire dal censimento del 1998 si può osservare una crescita superiore al 3% annuale.
Negli anni 2000 la città ha visto una crescita legata al piano urbanistico di espansione, che assorbe popolazione, principalmente, della capitale, per cui sono state costruite migliaia di case con occupazione prevista negli anni 2010.
| Grafico dell'evoluzione della popolazione di Colmenar Viejo tra il 1900 e il 2009          |
| ------------------------------------------------------------------------------------------ |
|                                                                                            |
|                                                                                            |
| Elaborazione grafica: Wikipedia. Fonte: INE-2010.                                          |
| (*) Tres Cantos inizia a popolarsi intorno al 1981 e si separa da Colmenar Viejo nel 1991. |

Al censimento del 2009, risultano i seguenti dati sulla popolazione straniera residente, 7.610 abitanti (17,4%) con le seguenti nazionalità ai primi posti:
- Ecuadoriani: 1.817 (4,2%)
- Rumeni: 1.461 (3,2%)
- Marocchini: 1.186 (2,7%)

### Istituzioni, enti e associazioni
- Associazione culturale Pico San Pedro
- Associazione dei cavatori di Colmenar
- Associazione Latinoamericana di Colmenar Viejo
- Associazione Taurina Culturale "Tierra de Toros"

#### Sanità
Dispone di due ambulatori medici, uno nella parte nord e uno nella parte sud della città. Un'ambulanza comunale senza medico permette il trasporto urgente a Madrid 24 ore al giorno, oltre a un'ambulanza di volontari della Croce Rossa.

## Cultura

### Istruzione

#### Biblioteche

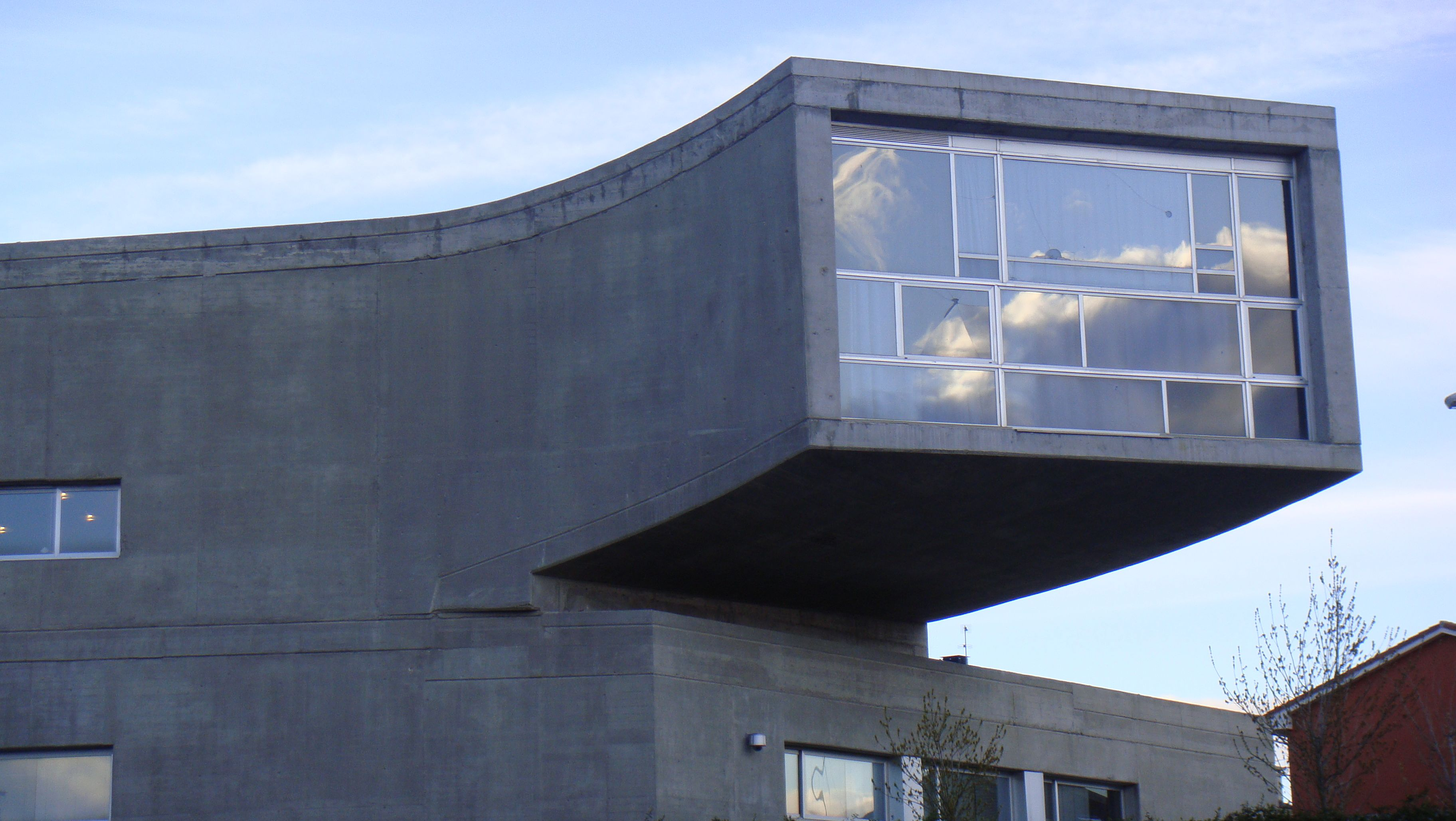
Biblioteca Miguel de Cervantes. Costruita nel 2006 sopra un'antica cava

- Biblioteca Comunale Pablo Ruiz Picasso, situata al secondo piano del Centro Culturale Pablo Picasso, offre servizi alle zone centrali della città.
- Biblioteca Comunale Miguel de Cervantes. Inaugurata il 20 febbraio 2006, è opera dell'architetto Fernando Espuelas, che realizzò anche l'auditorium. Permette di conservare fino a 46.000 volumi e offre 180 posti di lettura. Il disegno si adatta all'antica cava su cui si erge.[18]
- Biblioteca infantile e per ragazzi Mario Vargas Llosa

#### Scuole
A Colmenar Viejo vi sono 4 scuole materne pubbliche e un asilo nido, 9 scuole pubbliche di istruzione infantile e primaria, 3 scuole di istruzione secondaria e due scuole private-parificate.

#### Musei

##### Museo di arte sacra
Si trova all'interno della basilica e fu inaugurato a luglio 2009.
Occupa il coro alto e le sale del campanile e mostra oggetti religiosi di tutte le epoche e parte degli elementi visigoti trovati durante il restauro dell'eremo di Remedios del 1969.

##### Museo geologico all'aperto
Il museo geologico all'aperto di Colmenar Viejo ha pianta triangolare e contiene 35 piedistalli di cemento, su cui sono posti frammenti megalitici di notevole varietà. L'accesso è gratuito.

##### Museo e parco Ciclopico

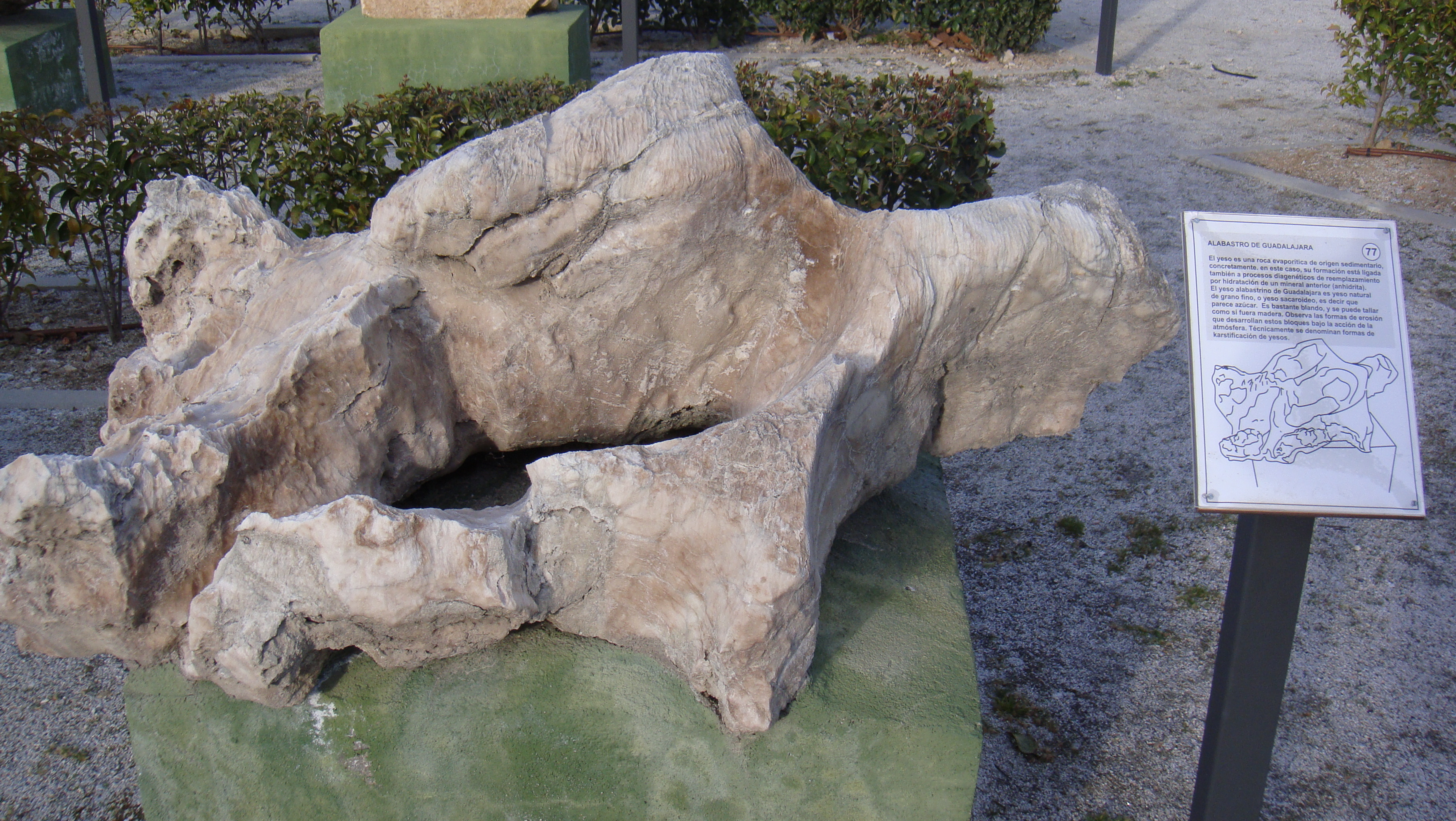
Campione di alabastro nel Museo ciclopico

Il museo ciclopico o geologico mostra più di 80 rocce di differente origine geologico. Le rocce sono descritte da cartelli identificativi ed esplicativi elaborati da esperti del Consejo Superior de Investigaciones Científicas (CSIC).
Il museo è situato all'interno di un parco giochi.

##### Casa Museo della Città
È composto da una cantina, un macinatoio e la casa propriamente detta, che ospita il Museo della Città.

#### Media

##### Stampa
- El Nuevo Imparcial del Siglo XXI, stampa.
- Sierra Norte.
- M-607, informazione e comunicazione: notizie di Colmenar Viejo e Tres Cantos. Stampato e online.
- La Nueva Guía: notizie di Tres Cantos, Manzanares el Real e Colmenar Viejo. Stampato e online.
- La Comarca: pubblicazione indipendente di Colmenar Viejo della Comarca. Stampato e online.
- Prensa de la Comarca: pubblicazione indipendente di Colmenar Viejo della Comarca. Stampato e online.

##### Periodici online
- EnColmenarViejo.es: Notizie, aziende, annunci, forum...
- ColmenarViejo.biz: Notizie, storia, opinioni, etc.
- diariocolmenar.com: Notizie, storia, attualità, agenda, etc.

##### Radio
- Onda Sierra, Colmenar Viejo. 108 MHz FM.
- Onda Cero Radio / Madrid Norte - Colmenar Viejo, 100.1 MHz FM
- Onda Sierra Marca, Colmenar Viejo. 107.1 MHz FM.
- Cadena SER Sierra Norte, 89.6 MHz FM. Anche online su SERMadridNorte

### Televisione
- Televisione via Internet del Comune di Colmenar Viejo.

### Cinema
Gli studios Tablada di Madrid utilizzarono come scenario la Dehesa de Navalvillar. Registi come Stanley Kubrick, Sergio Leone, Raoul Walsh, Orson Welles, Robert Rossen, Richard Fleischer, Richard Quine, John Milius, Wim Wenders o Robert Siodmak hanno diretto in tenute e terreni vicini film come El Cid, Spartacus, Alessandro il Grande, Per un pugno di dollari, Per qualche dollaro in più, Il buono, il brutto, il cattivo, Custer eroe del West o Conan il barbaro.

### Eventi

#### Feste
La Vaquilla

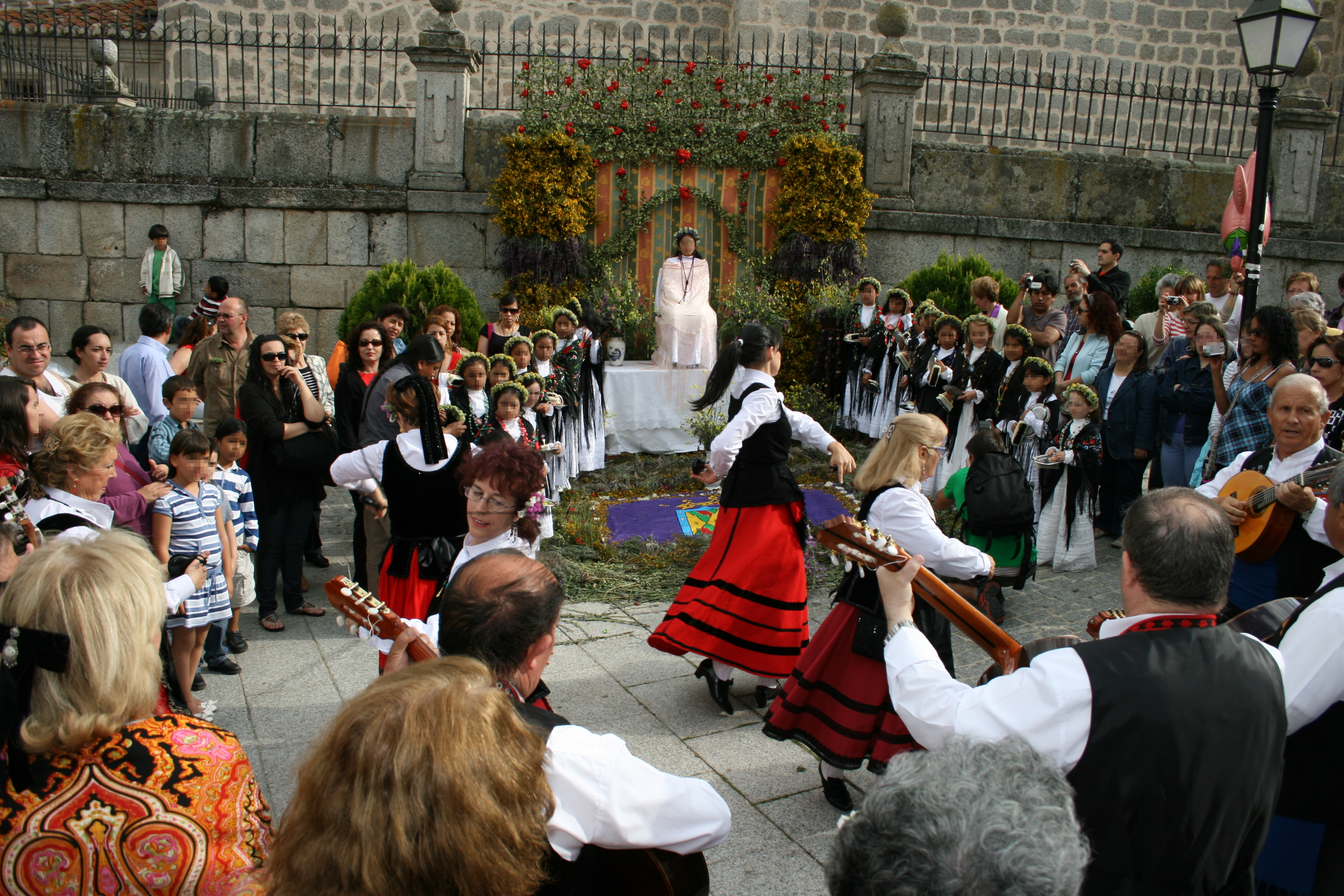
Fiesta de la Maya

La Fiesta de la Vaquilla si celebra il 2 febbraio, ed è dichiarata festa di interesse turistico sia a livello nazionale che autonomico. Ogni gruppo, vestito a colori vivaci, guida la sua "vaquilla" (giovenca) in una danza tipica, come celebrazione della tradizione nell'allevamento di Colmenar Viejo.
La Maya
La Fiesta de La Maya, celebrata il 2 maggio, è dichiarata festa di interesse turistico della Comunità di Madrid. Conserva una grande tradizione nella storia di Colmenar Viejo, e giro intorno alle bambine ed ai fiori e dà il benvenuto alla primavera.
Feste patronali
Le feste patronali in onore a Nostra Signora dei Remedios si celebrano l'ultima settimana di agosto. Il venerdì pomeriggio, l'immagine della Vergine viene portata in processione dai fedeli dall'Eremo alla Cappella di Sant'Anna e, il giorno seguente, alla Basilica dell'Assunzione di Nostra Signora. Il martedì successivo l'immagine viene riportata all'eremo.
In quei giorni si celebrano importanti corride ed altre manifestazioni con tori nella plaza de toros. Il matador José Cubero «Yiyo» morì in questa piazza nel 1985. Alle 8 di mattina vengono liberate nella plaza de toros alcune giovenche per gli appassionati.
Si celebra anche il concorso dei cavatori, organizzato dall'associazione di cavatori di Colmenar Viejo. Il concorso ricorda l'importante tradizione delle cave di pietra nel paese.
Giorno di Colmenar Viejo

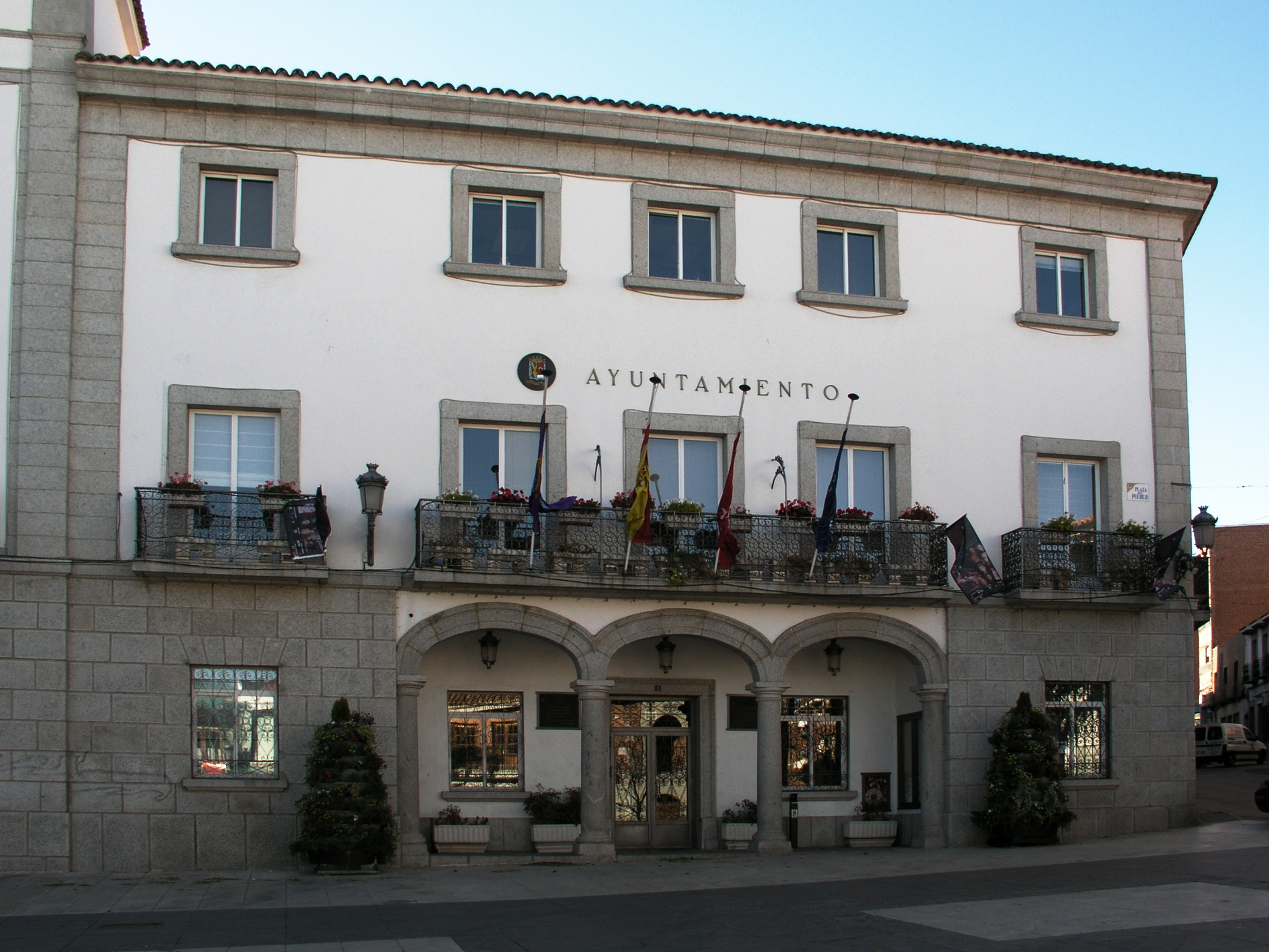
Municipio

Si festeggia il 22 novembre e celebra il giorno in cui Colmenar Viejo fu dichiarato villa.
Gioco degli aliossi
Il gioco degli aliossi si pratica nei bar di Colmenar Viejo due giorni all'anno, il giorno di Santa Lucia e quello di Sant'Andrea.

#### Eventi culturali
Auto de los Reyes Magos
Dal 2001, l'Auto de los Reyes Magos (dramma religioso dei re magi) viene rappresentato nella basilica dell'Assunzione di Nostra Signora, con la partecipazione di artisti del teatro nazionale e di giovani colmenareños. Diretto da Jack Taylor e Victor Matellano, la rappresentazione narra di come gli angeli annunciano ai pastori la nascita di Gesù, di come i Re Magi vedono la stella e vanno ad adorare il Bambino, di come si trovano presso la città di Gerusalemme, di come si incontrano con il re Erode e di quando presentano i regali al Salvatore. Attori del calibro di Saturnino García (nel ruolo di Melchiorre), José Lifante (Gaspare), Alito Rodgers (Baldassarre), Francisco Maestre (Erode), Txema Blasco (Gaspare e Saggio di Erode), Pilar Velázquez (Gran Dama) hanno partecipato in questa opera scritta intorno al XII secolo.
Rappresentazione della Passione
Dal 2004 si svolge la rappresentazione della Passione di Gesù, protagonizzata dagli stessi abitanti della cittadina. È composta di varie scene disposte in vari luoghi del centro storico. La rappresentazione ha luogo durante la Settimana Santa.

### Musica

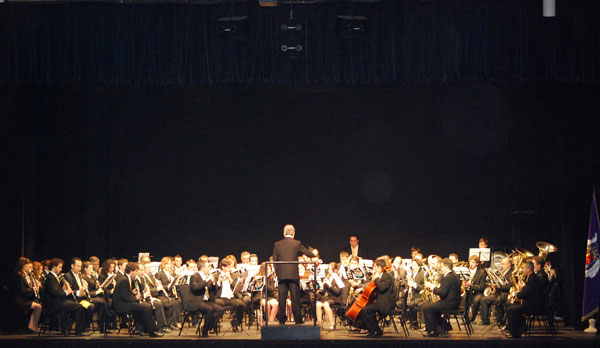
Banda sinfonica di Colmenar Viejo

#### Banda Sinfonica di Colmenar Viejo
La Banda Sinfonica di Colmenar Viejo fu fondata nel 1987 con il nome di Associazione Culturale Banda di Musica di Colmenar Viejo (Madrid, Spagna). Quindici anni dopo, con l'introduzione di uno strumento a corde, cambiò nome in Banda Sinfonica di Colmenar Viejo.
È composta da 65 musicisti e più di 50 alunni della Scuola di Musica, dotata di dodici professori e della Giovane Sinfonica per l'apprendimento di gruppo, diretta da Miguel Ángel Grau Sapiña.
Ogni anno, la banda sinfonica organizza, l'ultimo sabato di marzo, il Festival di Bande Musicali «Maestro José Guillén» in cui partecipa una banda della Comunità di Madrid, una banda di un'altra regione spagnola, e la banda di Colmenar. Inoltre, nei mesi di maggio e giugno organizza il «Ciclo delle piazzette» (con la collaborazione del Municipio).

#### Corale di Colmenar Viejo
Negli anni 1950 esistevano un coro di voci femminili e uno di voci maschili. Nel 1959, i cori si fusero formando la Corale di Colmenar Viejo, allora diretta da Miguel Corral Aragón. Il coro ha partecipato a numerose funzioni religiose, sia a Colmenar Viejo che nel resto della Spagna. Nel 2005, alla morte di Miguel Corral, una asturiana, María Paz Alonso-Vega Fernández, assunse la direzione. Nel 2010 la corale aveva 60 componenti.

## Economia
Allevamenti
I censimenti agrari realizzati dall'INE mostrano un numero quasi uguale di capi bovini e ovini, con una crescita dei bovini tra il 1989 e il 1999, come indicato dalla tabella seguente:
| Bovini | Ovini | Caprini | Suini | Equini | Pollame | Coniglie madri |
| ------ | ----- | ------- | ----- | ------ | ------- | -------------- |
| 7.722  | 602   | 134     | 118   | 167    | 30      | 1              |

Il comune si caratterizza per l'elevato numero di allevamenti di toros de lidia, comprendendo quello che è considerato il più antico di Spagna ancora in attività. Secondo il trattatista e storico Francisco López Izquierdo, l'esordio madrileno dei tori di Aleas risale a lunedì 19 maggio 1788.

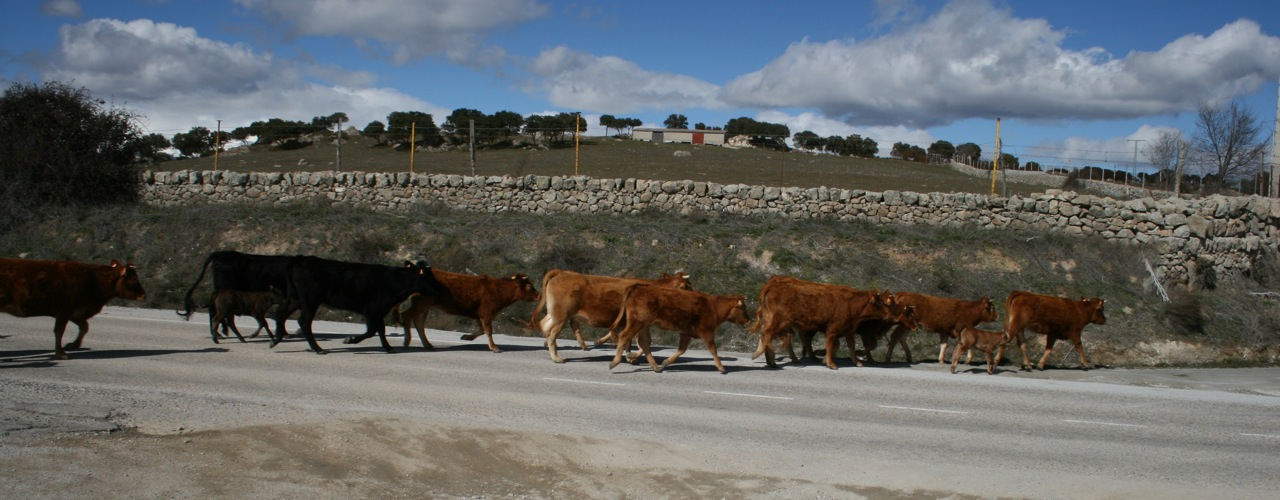
Bestiame che utilizza una rotta di transumanza per attraversare la strada, fatto che gli dà la precedenza.

Colmenar Viejo presenta una razza ovina endogena e autoctona: la razza di pecora colmenareña, razza di cui all'inizio del XXI secolo non rimanevano più di 10.000 esemplari.
Parte dell'allevamento bovino è dedicato alla produzione di carne con bestiame allevato al pascolo, e una parte di questa produzione è sotto l'indicazione geografica protetta Carne de la Sierra de Guadarrama.
Colmenar Viejo è conosciuto anche per la celebre marca di latte La Colmenareña, che viene venduta soprattutto nella zona nord della Comunità di Madrid. Nel 2000 la produzione fu di 6,5 milioni di kg.
Cave e miniere
Nella Dehesa de Navalvillar si trovano i resti di un'antica miniera di argento e rame. Il pozzo principale e le gallerie sono attualmente inondati.
Lo sfruttamento tradizionale del granito, del porfido, della diabase e di altre rocce in cave a cielo aperto, è stato uno dei mezzi abituali di sussistenza, insieme all'allevamento. Dalla fine del XX secolo viene sfruttata una grande cava che ha servito grandi opere come la linea di alta velocità che attraversa il comune, o industrie come la Tubos Colmenar. Il granito de Colmenar fu utilizzato per la costruzione della Basilica dell'Assunzione di Nostra Signora della stessa Colmenar Viejo, della Cattedrale dell'Almudena a Madrid, la Valle de los Caídos,...

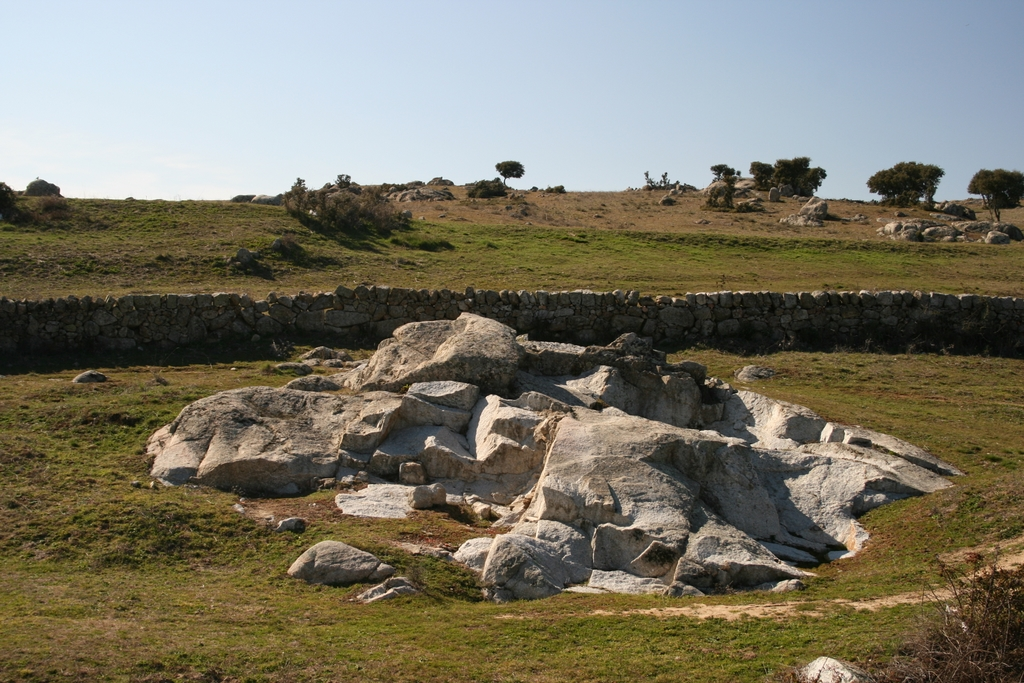
Piccola batolite sfruttata nei pressi della città.

La varietà più comune sono i monzograniti di grano medio.
Da Colmenar Viejo proveniva il pavé di diabase -porfido verde scuro- che pavimentarono le strade di Madrid a partire dal XVI secolo.
Industria
Esistono due zone industriali: il polígono industrial Sur e il polígono industrial La Mina.
Selezionato como deposito di CO2.
Servizi
Il Centro Agricolo della Comunità di Madrid si trova molto vicino al centro abitato.
Il centro anziani della Comunità di Madrid si trova all'entrata nord del comune.
La discarica situata nel territorio comunale accoglie i rifiuti tanto di Colmenar Viejo come di Madrid ed altri comuni della zona.
Dagli anni 1990 non vi sono più cinema, anche se l'auditorium proietta film in prima visione alcuni fine settimana.
Commercio
Fino all'arrivo dei supermercati prima e dei piccoli centri commerciali successivamente, il commercio era basato sui piccoli negozi. Nel centro storico si trova il mercato coperto, realizzato in pietra di Colmenar e che sopravvive con vari negozi come pescherie o macellerie
Vi sono tre centri commerciali: El Mirador, il più antico; El Portachuelo, risalente agli anni 1990; El Ventanal de la Sierra, aperto nell'ottobre 2007.

## Infrastrutture e trasporti

### Impianti sportivi
- Polideportivo Alberto Ruiz.
- Polideportivo de La Magdalena.
- Campi da tennis: "Fernando Colmenarejo Berrocal"
- Piscine comunali estive.
- Polideportivo Municipal "Martín Colmenarejo".
- Complejo Polideportivo "Lorenzo Rico".
- Piscina coperta di Santa Teresa.
- Impianti sportivi dell'APMIB.
- Complesso sportivo Juan Antonio Samaranch

### Infrastrutture civili
- Auditorium Comunale Città di Colmenar Viejo, opera di Fernando Espuelas.[36]
- Centro Integrato di Accoglienza agli animali della Comunità di Madrid. Accoglie gli animali anche di alcuni comuni vicini, che per dimensione non dispongono di un centro proprio.[37]
- Centro di raccolta dei rifiuti urbani. Utilizza le infrastrutture della discarica della Comunità di Madrid costruitonei primi anni 1990.
- Casa della Gioventù.
- Cimitero nuovo.
- Plaza de toros.
- Centro Culturale Pablo Picasso.
- Centro Culturale Pablo Neruda.
- Casa di riposo gestita dalla Comunità di Madrid.

### Infrastrutture militari
A Colmenar Viejo vi sono due basi militari: le Fuerzas Aeromóviles del Ejército de Tierra (Forze Aeromobili dell'Esercito di Terra) o F.A.M.E.T. e la Base Logistica San Pedro, un tempo conosciuta come «El Cir», per essere stata il Centro di Addestramento Reclute Nº 1.

### Alberghi
Attualmente il municipio dispone di 72 posti letto alberghieri, divisi fra tre strutture (una a tre stelle e due a una stella).

### Pista ciclabile

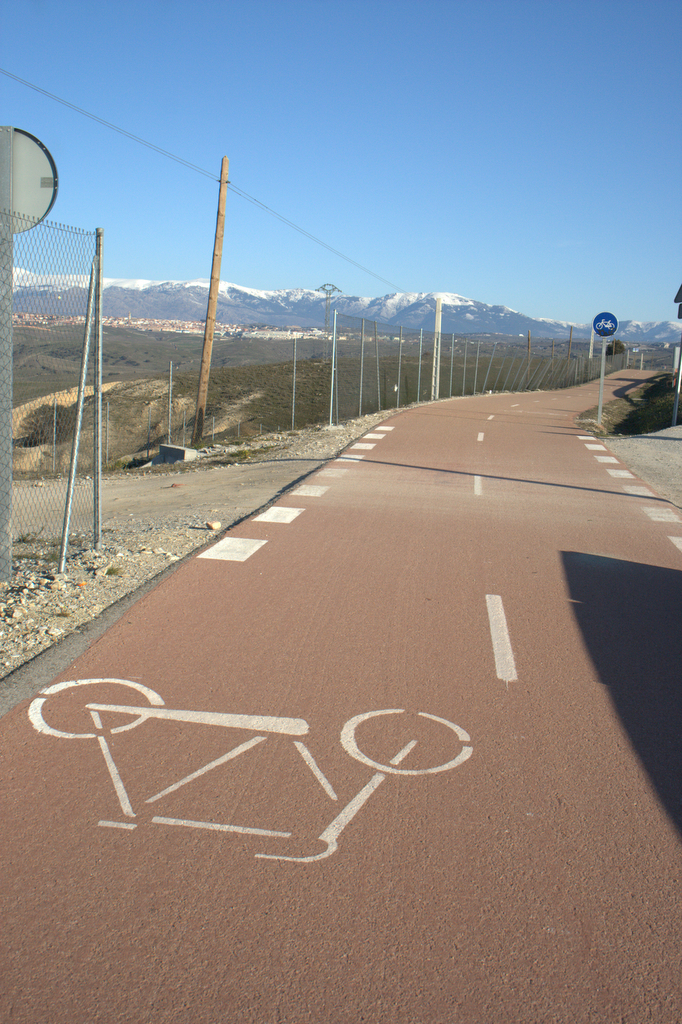
Pista ciclabile tra Madrid e Colmenar Viejo.

Colmenar Viejo è servita dalla pista ciclabile che collega Madrid alla montagna, che scorre parallela alla M-607.
Colmenar Viejo e Soto del Real sono unite dalla pista ciclabile parallela alla M-609.

### Accessi stradali
Le principali vie di accesso alla città sono:
| Numero | Origine                  | Località attraversate              | Destinazione      |
| ------ | ------------------------ | ---------------------------------- | ----------------- |
| M-607  | Madrid                   | Tres Cantos Colmenar Viejo Cerceda | Navacerrada       |
| M-609  | Colmenar Viejo           | circonvallazione di Soto del Real  | Innesto con M-611 |
| M-618  | Torrelodones             | Hoyo de Manzanares Colmenar Viejo  | Innesto con M-607 |
| M-625  | Colmenar Viejo           | Guadalix de la Sierra              | Innesto con M-631 |
| M-104  | San Agustín del Guadalix |                                    | Colmenar Viejo    |

Fonte: Guía Repsol (2009)

### Mobilità urbana
Autobus urbani
Sei linee di autobus urbani attraversano la città e la collegano con la stazione ferroviaria:
- L-1 Circolare Colmenar Viejo
- L-2 Colmenar Viejo - FAMET - Eremo di Remedios
- L-3 Carretera de Miraflores - Calle San Sebastián - Stazione ferroviaria
- L-4 Calle Córdoba - Stazione ferroviaria
- L-5 Circolare Stazione ferroviaria di Colmenar Viejo
- L-6 El Olivar - Stazione ferroviaria

Autobus interurbani
Varie linee di autobus interurbani collegano Colmenar Viejo con Madrid e i paesi vicini:
- 610 • Torrelodones – Hoyo de Manzanares – Colmenar Viejo
- 720 • Colmenar Viejo – Collado Villalba
- 721 • Colmenar Viejo (per Avenida de la Libertad) – Madrid
- 722 • Colmenar Viejo (per Ronda Oeste) – Madrid
- 723 • Colmenar Viejo – Tres Cantos
- 724 • Madrid – Manzanares el Real – El Boalo.
- 725 • Madrid – Miraflores de la Sierra - Bustarviejo – Valdemanco
- 726 • Madrid – Guadalix de la Sierra – Navalafuente
- 727 • Colmenar Viejo – San Agustín del Guadalix
- N702 • Madrid - Colmenar Viejo (notturno).

### Ferrovie

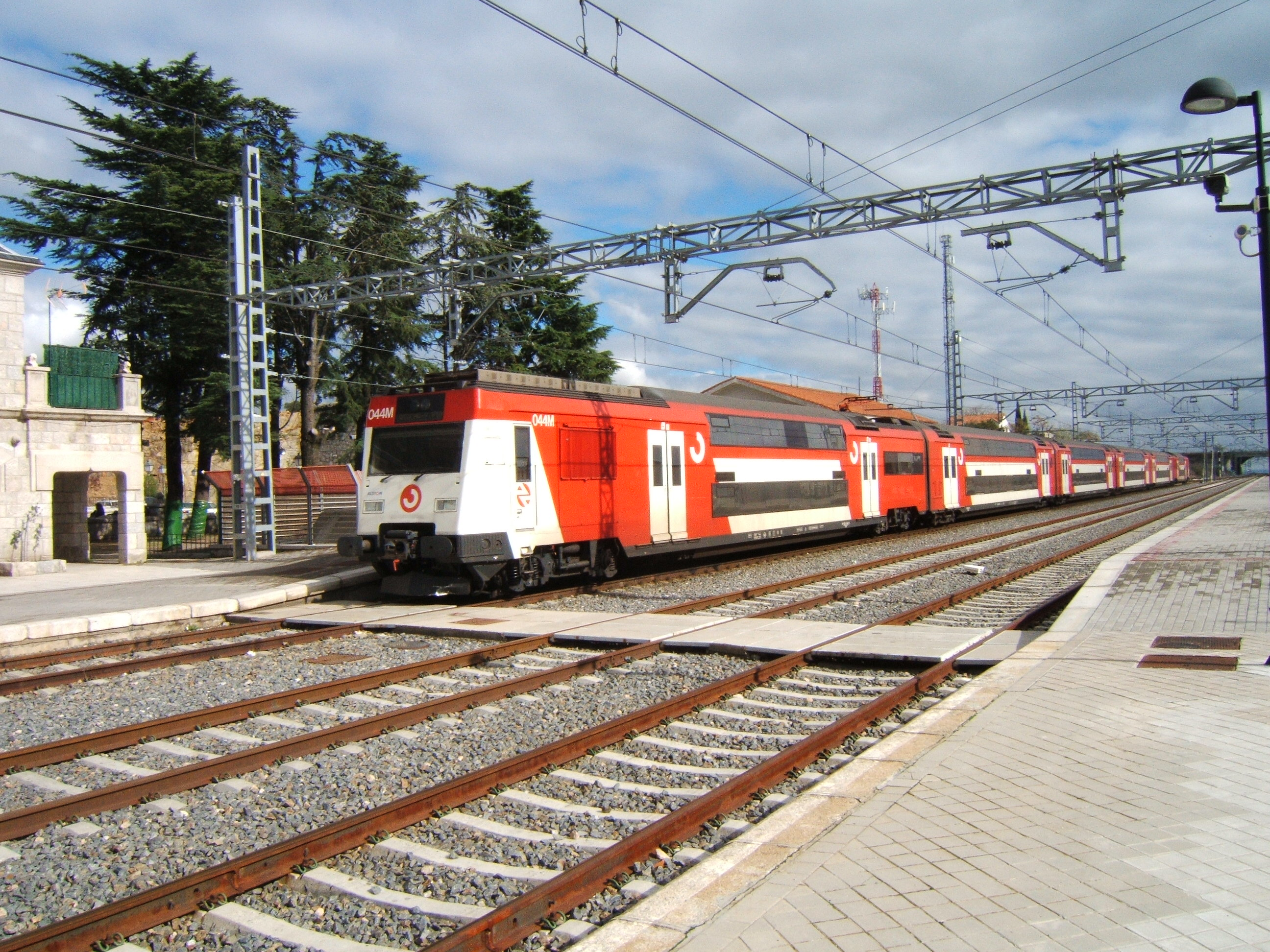
Treno classe 450 nella stazione di Colmenar Viejo

La stazione di Colmenar Viejo è il capolinea della linea C4 delle Cercanías di Madrid): da qui partono treni ogni circa 20-30 minuti che la collegano a Tres Cantos (10 minuti), Cantoblanco Universidad (17 minuti), Chamartín (30 minuti), etc.
È prevista l'estensione della linea a Soto del Real nel 2015.

## Amministrazione
L'organo di amministrazione locale di Colmenar Viejo è il comune. L'alcalde, eletto nel 2011, è Miguel Ángel Santamaría Novoa, del Partito Popolare.
| Periodo | Periodo | Primo cittadino                                            | Partito | Carica  | Note |
| ------- | ------- | ---------------------------------------------------------- | ------- | ------- | ---- |
| 1979    | 1983    | Armando Jusdado López                                      | PSOE    | Alcalde |      |
| 1983    | 1987    | Armando Jusdado López                                      | PSOE    | Alcalde |      |
| 1987    | 1991    | Juan Manuel Mansilla (87-88) Armando Jusdado López (88-91) | AP PSOE | Alcalde |      |
| 1991    | 1995    | Juan Manuel Mansilla                                       | PP      | Alcalde |      |
| 1995    | 1999    | José María de Federico Corral                              | PP      | Alcalde |      |
| 1999    | 2003    | José María de Federico Corral                              | PP      | Alcalde |      |
| 2003    | 2007    | José María de Federico Corral                              | PP      | Alcalde |      |
| 2007    | 2011    | José María de Federico Corral                              | PP      | Alcalde |      |
| 2011    |         | Miguel Ángel Santamaría Novoa                              | PP      | Alcalde |      |

Fonti: DGAL del Ministerio de Administraciones Públicas e Ministerio del Interior.

### Gemellaggi
- Colleferro
- Suresnes

## Citazione letteraria

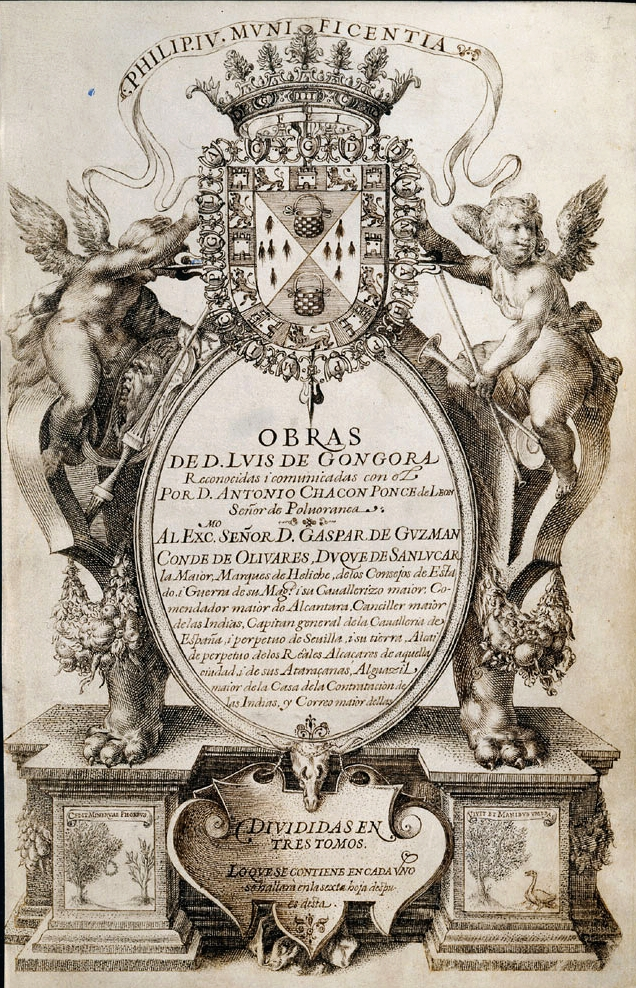
Copertina del Manoscritto Chacón

- Luis de Góngora scrisse una decima dedicata alla ricotta di Colmenar verso il 1621. Si può leggere qui . È contenuta nel manoscritto Chacón (Antonio Chacón y Ponce de León, Marqués de Polvoranca), raccolta di opere di Luis de Góngora y Argote scritte tra il 1619 e il 1628, un anno dopo la morte del poeta.

(Luis de Góngora, Décima LXI)